# Trung học cơ sở

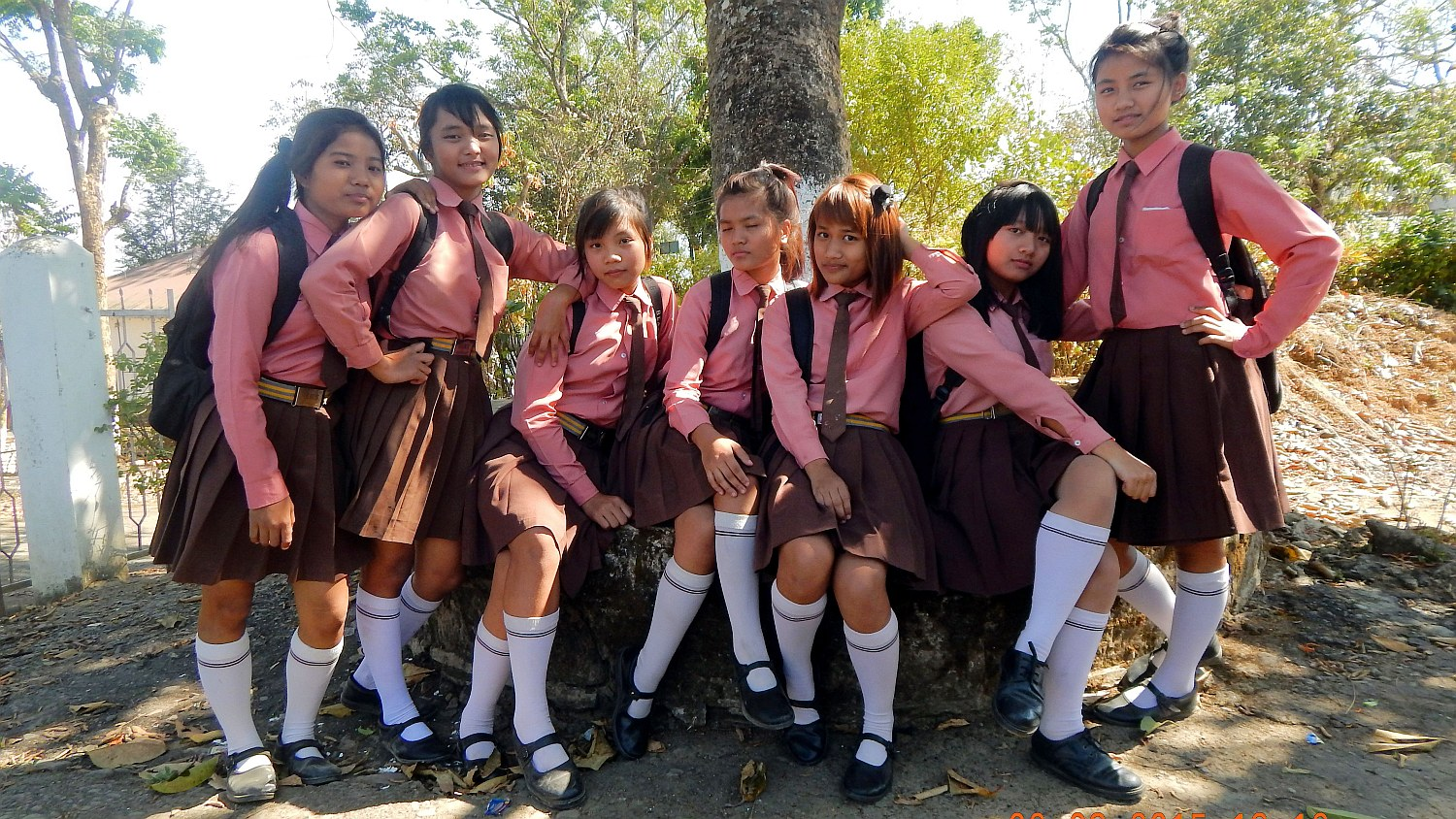
Cô gái trung học, Mizoram, Ấn Độ

Trung học cơ sở (cũng được gọi là trung cấp hoặc trung học) là một giai đoạn giáo dục có trong một số quốc gia và diễn ra giữa tiểu học và trung học phổ thông. Các khái niệm, quy định và phân loại của trường trung học, cũng như tuổi bảo hiểm thay đổi khác nhau giữa các cấp giáo dục và thay đổi trong từng quốc gia.

## Việt Nam

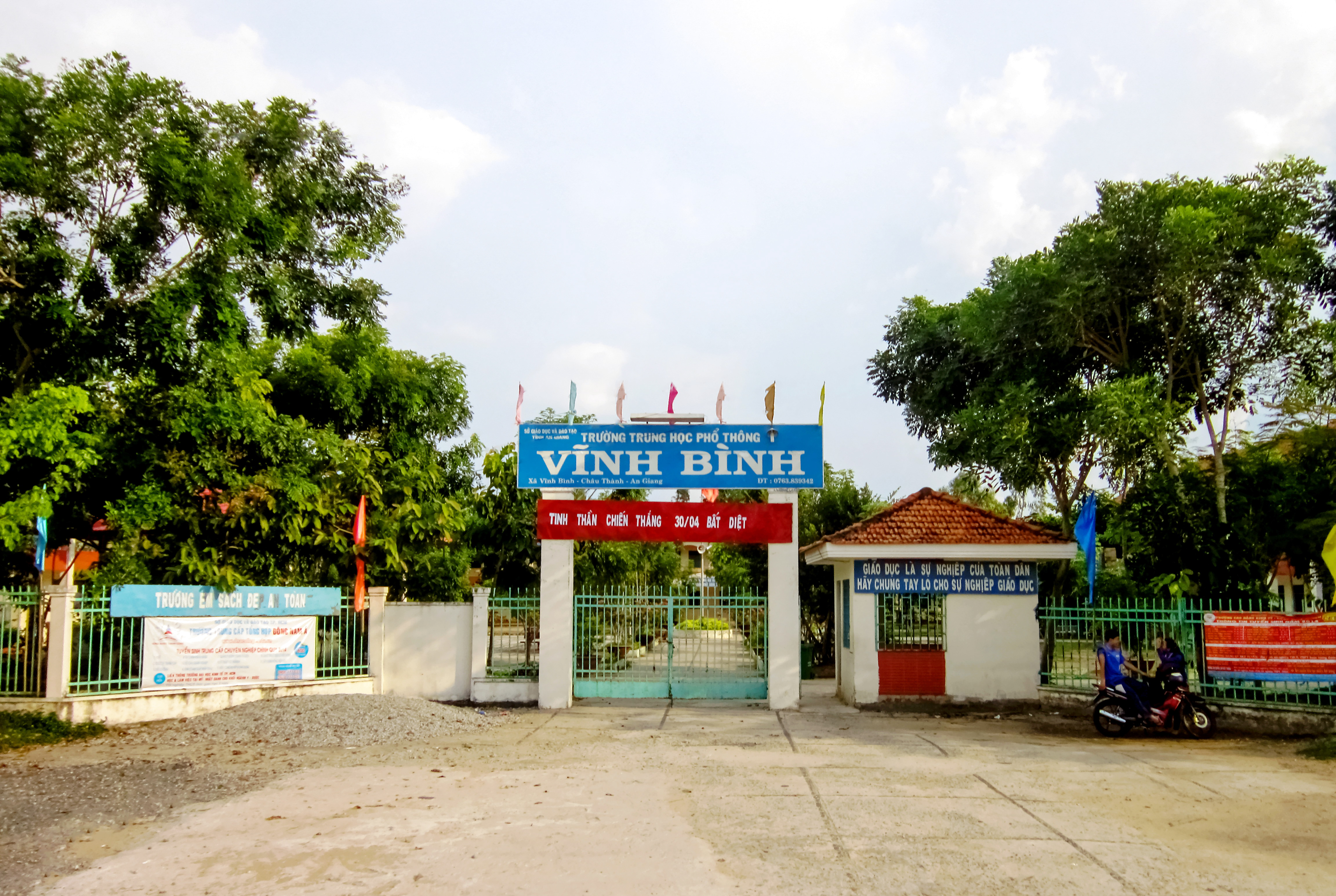
Một trường học cơ sở ở Việt Nam

Tại Việt Nam, các trường trung học được gọi đầy đủ là trường trung học cơ sở (THCS). Trung học cơ sở gồm có bốn lớp là 6, 7, 8 và 9, ở lứa tuổi từ 11 hoặc 12 đến 15. Trước đây nó thường được gọi là trường phổ thông cơ sở.

## Afghanistan
Ở Afghanistan, trung học gồm lớp 6, 7 và 8. Bên cạnh đó là một sự thay đổi từ tiểu học lên trung học phổ thông.

## Algeria
Ở Algérie, trung học bao gồm lớp 6 đến 10, bao gồm các học sinh ở độ tuổi từ 10 hoặc 11 đến 15.

## Brazil
Ở Brazil, trường trung học bắt buộc trẻ em phải đi học, là giai đoạn học gọi là "Ensino Fundamental II" bao gồm các lớp 6 đến 9, lứa tuổi 11 đến 14.

## Pháp
Ở Pháp, giai đoạn trung học được gọi là collège, kéo dài 4 năm từ Sixième (tương đương với lớp 6) đến Troisième (tương đương với lớp 9), lứa tuổi từ 11 đến 15.

## Trung Quốc
Ở Cộng hòa Nhân dân Trung Hoa, trường trung học gồm có hai giai đoạn, tiểu học là giai đoạn từ lớp 7 đến 9, một vài nơi cũng có thể là lớp 6-9 và giai đoạn cấp 3 (lớp 10-12). Giai đoạn giáo dục trẻ em là 3 năm cuối cùng của 9 năm bắt buộc giáo dục cho tất cả các trẻ em, trong khi các trường cấp ba, giáo dục là tùy chọn, nhưng coi như là một phần quan trọng để chuẩn bị cho kì thi đại học. 

## Ấn Độ
Trong một số tổ chức giáo dục của Ấn Độ thì trung học từ lớp 5 đến lớp 10.

## Indonesia
Ở Indonesia, trung học bao gồm từ độ tuổi từ 12 tới 15 hoặc lớp 7 đến lớp 9.

## Israel
Trong nhiều thành phố của Israel, trường trung học (tiếng Hebrew: חטיבת ביניים, Khativat Beynaiym) bao gồm lứa tuổi từ 12 đến 15, tức từ lớp 7 đến lớp 9

## Nhật Bản
Trung học (中学校 chūgakkō) dạy cho lứa tuổi từ 12 tới qua 15.

## Malaysia
Tại Malaysia, trung học tương đương được gọi là trường trung học cơ sở trong đó bao gồm học sinh từ 13 tuổi đến 15.

## Mexico
Tại Mexico, hệ thống trường trung học được gọi là Secundaria và thường kéo dài 3 năm: từ khối 7 đến khối 9 sau khi học sinh hoàn thành Primaria (trường tiểu học, tuổi từ 6-12) và sau đó là đến bậc Preparatoria/Bachillerato.